# Улица Кирова (Смоленск)
У́лица Ки́рова — улица в Смоленске, проходит через Ленинский и Промышленный районы города.

## Описание улицы
Улица Кирова — одна из крупнейших улиц Смоленска, продолжает линию улицы Нормандия-Неман и проходит вплоть до перекрёстка с улицей Крупской, за которым её линию продолжает улица Шевченко. Является одной из важнейших транспортных магистралей города, по ней проходят оба троллейбусных маршрута города и многие автобусные маршруты. Пересекается с проспектом Гагарина, улицей Черняховского, на неё выходит пешеходная часть улицы Октябрьской Революции. Улица образовалась во время массовой застройки города в 1960—1970-е годы и получила своё название в честь видного советского партийного и государственного деятеля Сергея Мироновича Кирова.
На улице располагаются: часть корпусов и общежитий Смоленского государственного медицинского университета, главный корпус Смоленского базового медицинского колледжа имени К. С. Константиновой, общежития и корпуса Смоленской государственной академии физической культуры, спорта и туризма, Смоленский ЦНТИ. Между улицами Кирова и Маршала Конева располагается Братское кладбище Смоленска.